# Terminalia quintalata
Terminalia quintalata är en tvåhjärtbladig växtart som beskrevs av Bassett Maguire. Terminalia quintalata ingår i släktet Terminalia och familjen Combretaceae. Inga underarter finns listade i Catalogue of Life.